# Station Three Oaks
Three Oaks is een spoorwegstation van National Rail in Rother in Engeland. Het station is eigendom van Network Rail en wordt beheerd door Southern. Het station is geopend in 1907.